# Eschweilera paniculata
Eschweilera paniculata är en tvåhjärtbladig växtart som beskrevs av John Miers. Eschweilera paniculata ingår i släktet Eschweilera och familjen Lecythidaceae. Inga underarter finns listade i Catalogue of Life.